# Puntius sirang
Puntius sirang és una espècie de peix cipriniforme de la família dels ciprínids.

## Morfologia
Els mascles poden assolir els 8,6 cm de longitud total.

## Distribució geogràfica
Es troba a Mindanao (Filipines).